# 아이아이 델라스 알라스
아이아이 델라스 알라스(Ai-Ai delas Alas, 1964년 11월 11일 ~ )는 필리핀의 배우이다.